# Лоро
Ло́ро (італ. loro, дос. «їхній», тобто «їхній рахунок») — рахунок, відкритий банком іноземному банкові-кореспондентові. На цей рахунок вносять суми, які надходять банкові-кореспондентові, а також фіксують банківські операції, що їх виконують за його дорученням